# Jardín de Rhododendron Fred Hamilton
El Jardín de Rhododendron Fred Hamilton, en inglés: Fred Hamilton Rhododendron Garden, es un jardín botánico especializado en rododendros que se encuentra en Hiawassee (Georgia, Estados Unidos). 

## Localización
Se ubica en el interior del "Georgia Mountain Fairgrounds".
Fred Hamilton Rhododendron Garden 1311 Music Hall Road (off US Highway 76 West), Hiawassee Towns county, Georgia GA 30546 United States of America-Estados Unidos de América
Planos y vistas satelitales.35°1′3″N 83°47′28″O / 35.01750, -83.79111
Este jardín botánico está todos los días del año. Se pide un donativo a voluntad.

## Historia
El jardín botánico fue establecido en 1982 cuando Fred Hamilton, un horticultor y antiguo ejecutivo de Sears, Roebuck and Company, donó su jardín privado y fueron trasladados unos 1000 rododendros a los terrenos actuales. 
Hamilton es conocido por el desarrollo de la azalea doméstica amarilla nombrada "Hazel" en honor de su esposa. 

## Colecciones
Actualmente el jardín botánico alberga unos 3000 híbridos de Rhododendron, una de las colecciones más grandes de Georgia. 
Cubre la ladera de la colina junto al Lago Chatuge, posee senderos de paseo junto a la orilla del lago.
La época de máximo esplendor de las floraciones es de principios de abril a finales de mayo.